# 3D麻雀 激牌
3D麻雀 激牌'（スリーディーまーじゃん げきはい、以下「3D激牌」）とは株式会社セガの運営する携帯電話用麻雀サイトのことである。一部のコンテンツを除き月額315円。

## 激牌
本格的な3Dで描かれた4人打ちの麻雀アプリ。麻雀に勝って物語を進めていくストーリー対局・指定した相手とのフリー対局などが搭載されている。知人のユーザーIDを入力すればその打ち筋などがダウンロードされる。対局を繰り返すことによって自身の打ち筋などもCPUに記録され、自分自身と対局することもできる。

### ルール
ストーリーモードでは若干異なる場合がある。
- 東南戦で25,000点持ちの30,000点返し。
- オーラス終了時トップが30,000点未満の場合は西入り。
- 食い断・後づけあり。
- 裏ドラ・槓ドラ・槓裏ドラあり。
- 頭ハネ。
- 二翻縛りなし。
- 役の上限は親48,000点・子32,000点。従ってダブル役満や役満の複合はなし。
- 平和自摸は20符2翻。鳴きの平和形は30符。
- 八連荘なし。
- 索子・筒子の九連宝燈も認める。
- 飛びあり。但し0点は続行。

### 採用役

#### 一翻
- 立直
- 一発
- 門前自摸
- 平和
- 断公九
- 一盃口
- 河底撈魚
- 海底撈月
- 嶺上開花
- 役牌

#### 二翻
- ダブル立直
- 対々和
- 三暗刻
- 三槓子
- 三色同順（食い下がり一翻）
- 三色同刻
- 小三元
- 混老頭
- 一気通貫（食い下がり一翻）
- 全帯（食い下がり一翻）
- 七対子

#### 三翻
- 二盃口
- 混一色（食い下がり二翻）
- 純全帯（食い下がり二翻）

#### 六翻
- 清一色（食い下がり五翻）

#### 役満
- 天和
- 地和
- 国士無双
- 四暗刻
- 大三元
- 緑一色
- 字一色
- 小四喜
- 大四喜
- 清老頭
- 四槓子
- 九連宝燈

## 激牌2
以前の激牌アプリを元にし、バーションアップされたアプリ。フリー対局では様々なルールが選択できる。採用役も増加され、途中セーブが可能になった。

### ルール
激牌2では細かいルール設定まで可能になった。フリー対局で設定できるものを以下に示す。括弧なしが標準で括弧付きは変更できる項目である。ストーリー・イベント対局では回毎に違うルールが適用される。どちらも対局前にルールを確認できる。
- 東南（or東風or東北）戦
- 25,000点（or27,000点or30,000点）持ちの30,000点返し。差額はトップ賞。
- オーラス終了時トップが30,000点未満の場合は西（東風戦の場合は南、東北戦の場合は返り東）入り（orなし）。
- 打牌制限時間なし（or10秒or20秒）
- ウマはゴットー（orなしorワンツー）。
- 焼き鳥なし（orあり）。
- 聴牌連荘（or和了連荘）。東場と南場or北場で個別に設定可能。
- 四開槓・四人立直・九種九牌・四風連打は流局で親継続（orなしor流局で親流れ）。それぞれ個別に設定可能。
- 食い断あり（orなし）・後づけあり（orなし）。
- 裏ドラあり（orなし）・槓ドラ（orなし）・槓裏ドラあり（orなし）。
- ダブロンあり（or頭ハネ）
- トリロンあり（or頭ハネor流局）。
- 5本場より二翻縛り（or二翻縛りなし）。
- 平和自摸は20符2翻（or30符1翻）。鳴きの平和形は30符。
- 八連荘あり（orなし）。
- 索子・筒子の九連宝燈も認める。
- 飛びあり（orなし）。但し0点は続行。

### 採用役

#### 一翻
- 立直
- 一発
- 門前自摸
- 平和
- 断公九
- 一盃口
- 河底撈魚
- 海底撈月
- 嶺上開花
- 役牌
- 槍槓

#### 二翻
- ダブル立直
- 対々和
- 三暗刻
- 三槓子
- 三色同順（食い下がり一翻）
- 三色同刻
- 小三元
- 混老頭
- 一気通貫（食い下がり一翻）
- 全帯（食い下がり一翻）
- 七対子
- 三連刻（ゲーム設定による）
- 一色三順（ゲーム設定による、食い下がり一翻）

#### 三翻
- 二盃口
- 混一色（食い下がり二翻）
- 純全帯（食い下がり二翻）

#### 六翻
- 清一色（食い下がり五翻）

#### 役満
- 天和
- 地和
- 国士無双
- 四暗刻
- 大三元
- 緑一色
- 字一色
- 小四喜
- 大四喜
- 清老頭
- 四槓子
- 九連宝燈
- 東北新幹線（ゲーム設定による）
- 紅孔雀（ゲーム設定による）
- 百万石（ゲーム設定による）
- 大車輪（ゲーム設定による、1～7や3～9でも可、筒子以外でも可）
- 花鳥風月（ゲーム設定による）
- 四連刻（ゲーム設定による）
- 十三不塔（ゲーム設定による）
- 一色四順（ゲーム設定による）

#### ダブル役満
- 国士無双13面待ち
- 九連宝燈9面待ち

#### その他
- 流し満貫（ゲーム設定による）
- 人和（ゲーム設定によって役満、満貫、使用されないのどれかになる）

## 激牌何切る?
自分の手牌14枚から望ましいと思う牌を選択する問題。日本プロ麻雀協会監修。1日に1問ずつ出題される。問題に答えたのち解答と解説が表示され、望ましい順に★★★・★★・★・×の評価がつけられる。

### 初級試験
制限時間30秒。手牌14枚から打牌するのに最も相応しいと思われるものを選んでいく。

### 上級試験
制限時間60秒。初級試験とは違い他家3人の捨牌（鳴かれた牌も含む）と各々の点数も並んでいる。これらから打牌するのに最も相応しいと思われるものを選んでいく。

## 3D開牌
役数や表示牌を元に伏せられている牌14枚×3段を伏せ牌の色、役数をヒントに全て開いていくパズル。手牌は136枚＋特殊牌（下記参照）で構成されていて、1回に5枚ずつ出現する。伏せ牌の色は「赤＝萬子／青＝筒子／緑＝索子／桃＝字牌」となっており、色別には番号の若いものほど左に並んでいる。字牌は「東→南→西→北→白→發→中」の順に並んでいる。尚、役の食い下がりはない。最初「生命」が5つ用意されており、伏されている牌を選べなかった場合1減少。生命が0になったり手牌がなくなったのにもかかわらず開けていない部分があるとゲームオーバーとなり終了。生命は1列開けるか「命」牌を選択することで1ずつ増加。全ての牌を開くことができれば「総寿満開」となり、次の回に進むことができる。

### 特殊牌
これらは通常牌と混ざって出現し、使用することにより様々な効果を得ることができる。特殊牌も各4枚ずつ出現する。
- 「命」：生命1増加
- 「止」：長考可能
- 「役」：3段のうちのどれか1段の役数と役を数秒間表示
- 「全」：手牌の残り4枚を全て使用可能